# 圣于连苏莱科特
圣于连苏莱科特（法語：Saint-Julien-sous-les-Côtes，法語發音：[sɛ̃ ʒyljɛ̃ su le kot]）是法国默兹省的一个市镇，位于该省东部偏南，属于科梅尔西区。

## 地理
圣于连苏莱科特（48°49'5"N, 5°36'48"E）面积4.95 平方千米，位于法国大東部大區默兹省，该省份为法国西北部内陆省份，北与比利时接壤，西接马恩省和阿登省，南至上马恩省和孚日省，东临默尔特-摩泽尔省。
与圣于连苏莱科特接壤的市镇（或旧市镇、城区）包括：阿普勒蒙拉福雷、默兹河畔邦库尔、日罗瓦桑。

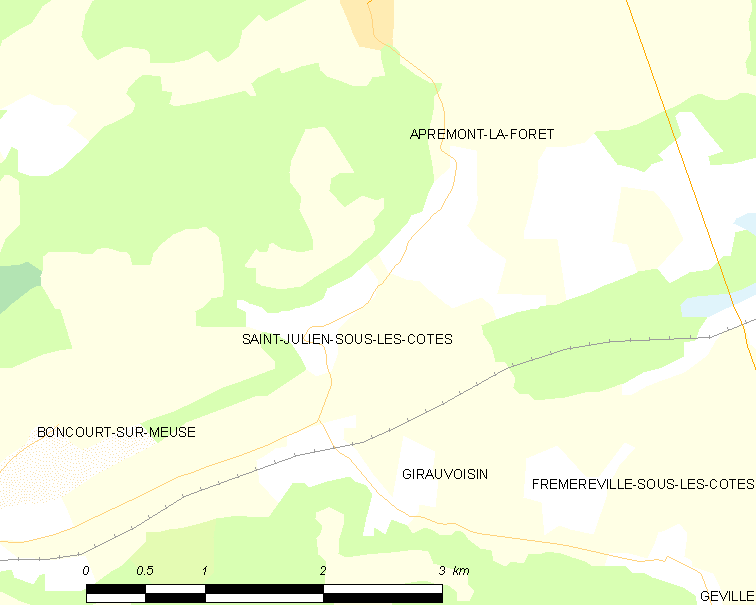
圣于连苏莱科特的OSM定位图

圣于连苏莱科特的时区为UTC+01:00、UTC+02:00（夏令时）。

## 行政
圣于连苏莱科特的邮政编码为55200，INSEE市镇编码为55460。

## 政治
圣于连苏莱科特所属的省级选区为科梅尔西县。

## 人口

1962-2008年间圣于连苏莱科特人口变化图示

圣于连苏莱科特于2022年1月1日时的人口数量为139人。